# 大霍恩山

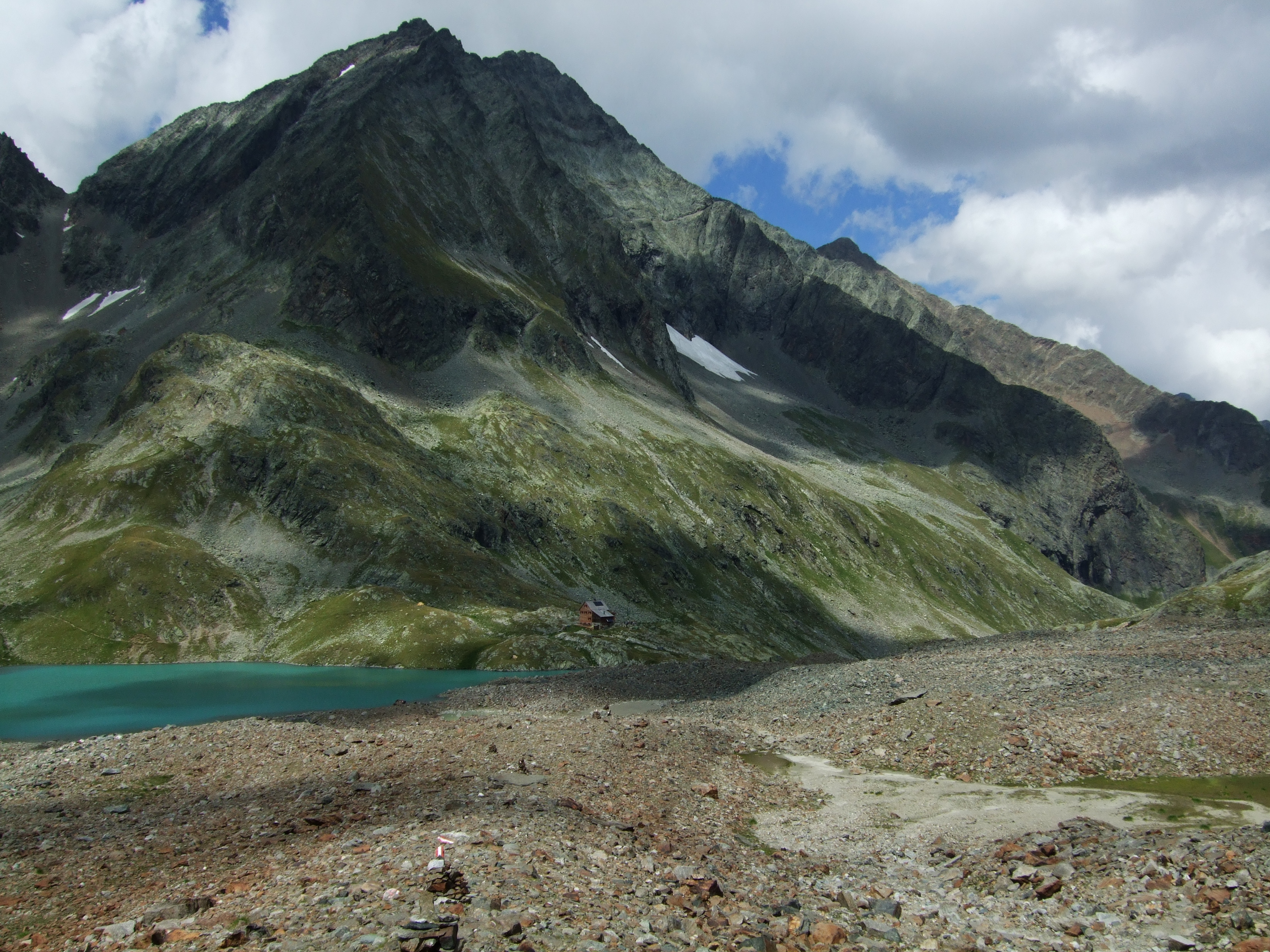

46°58′03″N 12°46′43″E / 46.967446°N 12.778543°E
大霍恩山（德語：Großer Hornkopf），是奧地利的山峰，位於該國南部，由克恩頓州負責管轄，屬於舍貝爾山脈的一部分，海拔高度3,251米，每年平均降雨量2,138毫米，人類在1890年7月28日首次登頂。